# 심재권
심재권(沈載權, 1946년 8월 15일 ~ )은 대한민국의 정치인으로, 제16·19·20대 국회의원이다.

## 학력
- 전주완산국민학교 졸업
- 배명고등학교 졸업
- 1969년 서울대학교 상과대학 무역학과 3학년 제적 (민주화운동 유공자)
- 1988년~1994년 모나시 대학교 국제정치학 박사(Ph.D)

## 경력
- 민주수호전국청년학생연맹 위원장
- 새정치국민회의 정책위원회 부의장
- 새정치국민회의 서울특별시 지부 강동구 을 지구당위원장
- 새천년민주당 서울특별시 지부 강동구 을 지구당위원장
- 배명중고등학교 총동문회 이사
- 현)대한민국임시정부기념사업회 이사
- 2000년 4월 13일: 대한민국 제16대 국회의원 선거 당선(서울 강동구 을, 새천년민주당, 초선)
- 2000년 5월 30일 ~ 2004년 5월 29일 : 제16대 국회의원 (서울 강동구 을, 새천년민주당, 초선)
  - 새천년민주당 김대중 총재 비서실장
  - 새천년민주당 기획조정실장
  - 새천년민주당 사무총장 권한대행
  - 새천년민주당 조순형 대표 비서실장
  - 제16대 국회 전반기 문화관광위원회 간사 (새천년민주당)
  - 제16대 국회 전반기 보훈특별위원회 간사 (새천년민주당)
- 시민일보 사장
- 2004년 ~ 2007년 민주당 서울특별시당 위원장
- 2007년 ~ 2008년 대통합민주신당 서울특별시당 위원장 겸 국민경선위원회 부위원장(전당대회 부의장)
- 2008년 민주당 서울특별시당 위원장
- 2008년 ~ 2011년 민주당 서울특별시당 강동구 을 지역위원회 위원장
- 2011년 ~ 2013년 민주통합당 서울특별시당 강동구 을 지역위원회 위원장
- 2012년 4월 11일: 대한민국 제19대 국회의원 선거 당선(서울 강동구 을, 민주통합당, 재선)
- 2012년 5월 30일 ~ 2016년 5월 29일 : 제19대 국회의원 (서울 강동구 을, 민주통합당→민주당→새정치민주연합→더불어민주당, 재선)
  - 2012년 7월 ~ 2013년 3월 : 제19대 국회 전반기 외교통상통일위원회 간사 (민주통합당)
  - 2013년 3월 ~ 2016년 5월 : 제19대 국회 전반기, 후반기 외교통일위원회 간사 (민주통합당 → 민주당 → 새정치민주연합 → 더불어민주당)
  - 2013년 민주통합당 전당대회 중앙선거관리위원회 부위원장
  - 2015년 6월 ~ 2016년 5월 : 제19대 국회 후반기 예산결산특별위원회 위원
- 2013년 ~ 2014년: 민주당 서울특별시당 강동구 을 지역위원회 위원장
- 2014년 ~ 2015년: 새정치민주연합 서울특별시당 강동구 을 지역위원회 위원장
- 2015년 ~ 2020년: 더불어민주당 서울특별시당 강동구 을 지역위원회 위원장
- 더불어민주당 동북아평화협력특별위원회 위원장
- 2016년 4월 13일: 대한민국 제20대 국회의원 선거 당선(서울 강동구 을, 더불어민주당, 3선)
- 2016년 5월 30일 ~ 2020년 5월 29일 : 제20대 국회의원 (서울 강동구 을, 더불어민주당, 3선)
  - 2016년 6월 ~ 2018년 5월 : 제20대 국회 전반기 외교통일위원회 위원장
  - 2018년 7월 ~ 2020년 5월 : 제20대 국회 후반기 외교통일위원회 위원
  - 2019년 8월 ~ 2020년 5월 : 제20대 국회 후반기 예산결산특별위원회 위원
- 더불어민주당 일반고문
- 대한민국임시정부기념사업회 이사
- 대한민국헌정회 서울특별시 시도지회장

## 역대 선거 결과
|  | 32.36% |

|  | 48.43% |

|  | 16.40% |

|  | 39.44% |

|  | 54.17% |

|  | 41.15% |

## 소속 정당
| 소속 정당 | 소속 정당      | 소속 기간 | 비고                |
| --------- | -------------- | --------- | ------------------- |
|           | 새정치국민회의 | 1995~2000 | 창당 정계 입문      |
|           | 새천년민주당   | 2000~2005 | 합당                |
|           | 민주당         | 2005~2007 | 당명 변경           |
|           | 중도통합민주당 | 2007      | 합당                |
|           | 민주당         | 2007      | 당명 변경           |
|           | 무소속         | 2007      | 탈당                |
|           | 대통합민주신당 | 2007~2008 | 창당                |
|           | 통합민주당     | 2008      | 합당                |
|           | 민주당         | 2008~2011 | 당명 변경           |
|           | 민주통합당     | 2011~2013 | 합당                |
|           | 민주당         | 2013~2014 | 당명 변경           |
|           | 새정치민주연합 | 2014~2015 | 합당                |
|           | 더불어민주당   | 2015~현재 | 당명 변경 정계 은퇴 |

## 같이 보기
- 강동구 을
- 서울 강동구의 국회의원